# Castéra-Lectourois
Castéra-Lectourois è un comune francese di 299 abitanti situato nel dipartimento del Gers nella regione dell'Occitania.

## Società

### Evoluzione demografica
Abitanti censiti